# Chersonské umělecké muzeum
Chersonské umělecké muzeum, plným názvem Chersonské regionální muzeum umění pojmenované po Oleksiji Šovkuněnkovi (ukrajinsky: Херсонський обласний художній музей імені Олексія Шовкуненка) je muzeum umění v Chersonu na Ukrajině. Sídlí v budově bývalé chersonské radnice, jež byla postavena v letech 1905–1906 podle návrhu architekta Adolfa Borisoviče Minkuse. Bylo otevřeno 27. května 1978. Pojmenováno bylo po Oleksije Šovkuněnkovi, po jehož smrti jeho manželka roku 1981 muzeu darovala 100 děl tohoto umělce. Na začátku roku 2022 obsahovala sbírka muzea více než 14 000 uměleckých děl (Mykola Pymoněnko, Peter Lely, Mark Antokolsky, August von Bayer, Ivan Nikolajevič Kramskoj, Ivan Ajvazovskij, Alexej Kondraťjevič Savrasov, Vasilij Dmitrijevič Polenov ad.). Během ruské okupace v roce 2022 bylo muzeum vyrabováno ruskými vojáky. Krátce před osvobozením města ukrajinskými silami byla sbírka přestěhována do Ústředního muzea Tauridy v Simferopolu na Rusy okupovaném Krymu, které vede fanatický putinista Andrej Malgin. Rusy byla ukradena prakticky všechna umělecká díla ve sbírkách muzea. Krádež organizovalo ruské ministerstvo kultury a tajná služba FSB. Podobným způsobem bylo vyrabováno a rozkradeno nejen nedaleké Chersonské regionální vlastivědné muzeum, ale i 500 dalších ukrajinských kulturních památek, včetně kostelů. Ukrajinský ministr kultury Oleksandr Tkačenko to označil za kulturní genocidu.